# Andrea Bettinetti
Andrea Bettinetti (Pavia, 11 dicembre 1962) è un regista italiano.

## Biografia
Dopo aver conseguito la laurea in architettura presso il Politecnico di Milano, si trasferisce a Londra dove studia presso la London Film School.
In Gran Bretagna inizia la sua attività di regista, lavorando principalmente a spot pubblicitari e filmati istituzionali.
Tornato in Italia inizia a dedicarsi al documentario dirigendo nel 2001 Grande Circo Do Brasil, ritratto di un piccolo circo a conduzione familiare che si muove lentamente a nord di Città del Messico, tra gli stati di Aguascalientes e Zacatecas. Da allora produce molti documentari, spaziando dal racconto biografico a quello legato al mondo dello sport, dal film d'arte all'indagine politico-sociale.
In qualità di regista e autore ha realizzato i programmi televisivi Tutta colpa di Einstein-Quelli del Cern, Tutta colpa di Galileo, Tutta colpa di Darwin (condotti da Annalisa) e Gli immortali, condotto da Giorgio Porrà.

## Filmografia

### Documentari
- Grande Circo Do Brasil (2001)
- Il patto (2003)
- Brinco Paso Y Salto (2004)
- Una domenica come tante (2004)
- Mille bolle blu (2004)
- A Pitch Apart (2004)
- Campioni in Israele (2004)
- Indagine su un cittadino di nome Volontè (2004)
- Rudy (2006)
- Il commenda e l'incantabiss (2007)
- Checkpoint Pasta (2007)
- Le sorelle diabolike (2007)
- Milano 2009, AIBA World Boxing Championship (2009)
- L'importanza di essere Scomodo: Gualtiero Jacopetti (2009)
- Milano e il calcio (2009)
- Genova e il calcio - Le due anime della Superba (2010)(
- Il caso Laura D'Oriano (2010)
- La magica Avventura dei Milano Thunder (2011)
- Reduci (2013)
- Piero Manzoni artista (2013)
- Lungo la Blue Line (2014)
- Il sindaco (2014)
- Swinging Roma (2015)
- Nella terra dei merli (2015)
- Fabio mauri - Ritratto a luce solida (2016)
- Inseguendo la felicità (2017)
- La percezione della paura (2017)
- La comitiva (2017)
- Dear Cy (2019)
- Marina Cicogna - La vita e tutto il resto (2021)

## Riconoscimenti
- Nastro d'argento
  - 2012: Candidatura per il miglior documentario sul cinema per L'importanza di essere scomodo: Gualtiero Jacopetti
  - 2022: Candidatura per il miglior documentario cinema spettacolo cultura per Marina Cicogna - La vita e tutto il resto